# George Percy (5e duc de Northumberland)
George Percy, 5e duc de Northumberland (22 juin 1778 – 22 août 1867) est un homme politique britannique Tory. Il sert en tant que Capitaine de la garde Yeomen sous Robert Peel entre 1842 et 1846. Il accède à la pairie le 12 février 1865, après la mort sans enfant de son cousin Algernon Percy.

## Famille
Né à Londres, il est le fils aîné de Algernon Percy (1er comte de Beverley), second fils de Hugh Percy (1er duc de Northumberland). Sa mère est Susan Isabell, fille de Pierre Burrell. Algernon Percy, Le très révérend Hugh Percy (Évêque de Rochester et Évêque de Carlisle), Josceline Percy et William Henry Percy sont ses frères cadets. Il fait ses études au St John's College, Cambridge, obtenant un diplôme de Master of Arts en 1799.

## Carrière politique
Il est élu au parlement pour le Bourg pourri de Bere Alston en 1799, un siège qu'il occupe jusqu'en 1830, quand il succède à son père dans le comté et entre à la Chambre des lords. En 1804, il sert en tant que Lords du Trésor pour les deux années suivantes. Il est admis au Conseil Privé en janvier 1842 et est nommé Capitaine de la garde Yeomen (Whip en chef adjoint à la Chambre des Lords) par Robert Peel, un poste qu'il occupe jusqu'à la chute du gouvernement en 1846. En février 1865, à l'âge de 86 ans, il succède à son cousin comme cinquième duc de Northumberland.
Il est également président de la Royal National Lifeboat Institution.

## Mariage et descendance
Il épouse Louisa, la troisième fille de James Stuart-Wortley-Mackenzie, le 22 juin 1801. Leurs enfants sont:
- Louisa Percy (1802 – 23 décembre 1883), morte célibataire.
- Algernon Percy, (1803-1805), .
- Margaret Percy, (1805-1810)
- Henry Algernon Pitt Percy, (1806-1809).
- Alice Percy (1809-1819).
- Algernon Percy (6e duc de Northumberland) (1810 – 1899)
- Josceline William Percy (1811 – 1881), marié à Margaret Davidson.
- Margaret Percy (1813 – 16 mai 1897), mariée à Edward Littleton (2e baron Hatherton).
- Henry Percy (en) (1817–1877), général, mort célibataire.

Louise, comtesse de Beverley, est morte en juin 1848. Son mari lui survit 19 ans et est mort en août 1867, à l'âge de 89 ans. Il est enterré dans la voûte Northumberland, dans l'Abbaye de Westminster, et est remplacé dans le duché par son fils aîné survivant, Algernon.